# 克魯特沙伊德巴赫河
51°13′12.36″N 7°1′24.49″E / 51.2201000°N 7.0234694°E
克魯特沙伊德巴赫河（德語：Krudtscheider Bach），是德國的河流，位於該國西部，處於北萊茵-威斯特法倫州，屬於小迪瑟爾河的右支流，河道全長4.1公里，河畔城鎮有伍珀塔爾。